# Iglesia de San Pedro (Munguía)
La iglesia de San Pedro es un edificio situado en Munguía, en la provincia de Vizcaya.

## Descripción
El edificio se encuentra en Munguía, perteneciente a la provincia de Vizcaya, en la comunidad autónoma del País Vasco. Se menciona como una de las dos iglesias parroquiales matrices del lugar en el undécimo volumen del Diccionario geográfico-estadístico-histórico de España y sus posesiones de Ultramar de Pascual Madoz, donde aparece descrita con las siguientes palabras:

Tiene 2 igl. parr. unidas y matrices [...] la otra, bajo la advocación de San Pedro, fue reedificada y ampliada por los años 1520 y siguientes, es tambien de una nave con 110 pies de long. y 43 de lat., con proporcionadas bóvedas, cómodo pórtico y buena torre en la parte zaguera, obra del maestro cantero Juan de Orma; ambas forman un cabildo ecl. compuesto de 12 beneficiados enteros, 8 de los cuales residen en las matrices, 2 en el anejo de Larrauri, y los otros 2 en el Meñaca; pero 4 de los matrices tienen título de curas, de nombramiento del diocesano
(Madoz, 1848, p. 686)